# Brandon Aiyuk
Brandon Aiyuk, född 17 mars 1998, är en amerikansk wide receiver för San Francisco 49ers i National Football League. Aiyuk valdes i den första rundan av 2020 års NFL-draft av San Francisco.